# Echinochloa pyramidalis
Espèce
Synonymes
- Echinochloa frumentacea var. violacea Vanderyst[1]
- Echinochloa guadeloupensis (Hack.) Wiegand[1]
- Echinochloa holubii (Stapf) Stapf[1] [2] [3]
- Echinochloa kimpokoensis Vanderyst[1]
- Echinochloa pyramidalis (Lam.) Hitchc. & Chase (Lam.) Hitchc. & Chase (préféré par UICN)[2]
- Echinochloa pyramidalis f. decomposita Chiov.[1]
- Echinochloa quadrifaria (A.Rich.) Chiov.[1]
- Echinochloa quadrifaria (Hochst. ex A.Rich.) Chiov.[2]
- Echinochloa senegalensis Mez[1] [2]
- Echinochloa verticillata Berhaut[1] [2]
- Panicum atroviolaceum A.Rich.[1] [2]
- Panicum crus-galli f. aristatum Chiov.[1]
- Panicum frumentaceum var. cuspidatum Nees[1]
- Panicum hildebrandtii Hack. ex T.Durand & Schinz[1]
- Panicum holubii Stapf[2] [3]
- Panicum pyramidale Lam.[1] [2] [3]
- Panicum quadrifarium Hochst. ex A. Rich.[3]
- Panicum quadrifarium Hochst. ex A.Rich.[1] [2]
- Panicum setarioides Steud.[1]
- Panicum spadiciferum Peter[2]

Statut de conservation UICN

LC : Préoccupation mineure
Echinichloa pyramidalis est une espèce de plantes à fleurs de la famille de Poaceae et du genre Echinochloa.
Au lac Ossa, au Cameroun, elle est la nourriture du lamantin d'Afrique, et il a fallu la protéger contre la fougère aquatique terriblement envahissante, Salvinia molesta.

## Liste des variétés
Selon Tropicos (25 décembre 2017) (Attention liste brute contenant possiblement des synonymes) :
- variété Echinochloa pyramidalis var. guadeloupensis (Hack.) Stehlé
- variété Echinochloa pyramidalis var. violacea (Vanderyst) Vanderyst